# Mesoleius nimis
Mesoleius nimis är en stekelart som beskrevs av Heinrich 1950. Mesoleius nimis ingår i släktet Mesoleius och familjen brokparasitsteklar. Inga underarter finns listade i Catalogue of Life.